# タマス・ダルニュイ
タマス・ダルニュイ、ダルニ・タマーシュ（Tamás Darnyi、1967年6月3日 - ）はハンガリー、ブダペスト出身の男子競泳選手である。
個人メドレーを専門とし、ソウルオリンピック、バルセロナオリンピックにおいて200m及び400mの2種目で2連覇の偉業を達成した。また、その間に両種目の世界記録を数度にわたり更新した。
- 200mメドレー世界記録更新歴[1]
  - 2分00秒56　　1987年8月23日
  - 2分00秒17　　1988年9月25日（ソウルオリンピック）
  - 1分59秒36　　1991年1月13日
- 400mメドレー世界記録更新歴[2]
  - 4分15秒42　　1987年8月19日
  - 4分14秒75　　1988年9月21日（ソウルオリンピック）
  - 4分12秒36　　1991年1月13日